# Wikipedija na albanskom jeziku
Albanska Wikipedija (albanski: Wikipedia shqip) je inačica Wikipedije na albanskom. Započeta je 12. listopada 2003. godine. 
Trenutačno ima 64.239 članaka.

## Vanjske poveznice
- albanska Wikipedija